# Chiesa-oratorio di Santa Maria Assunta
La chiesa-oratorio di Santa Maria Assunta o della Gesiola è un edificio religioso barocco costruito su una cappella preesistente a Val Mara, nella frazione di Rovio.

## Storia
L'edificio sorse nel XVI secolo, ma fu radicalmente modificato dal 1648 al 1657. Un'ulteriore modifica fu effettuata nel 1744, quando la struttura secentesca fu integrata con un protiro. La struttura fu restaurata dal 1973 al 1976 ad opera di Tita Carloni. Le decorazioni degli interni spaziano dal XIV al XIX secolo.

## Descrizione

### Esterni
L'edificio è dotato di pianta ottagonale con coro rettangolare. I muri della chiesa sono scanditi da lesene.

### Interni
La decorazione più antica, risalente al XIV-XV secolo, si trova sulla parete opposta all'ingresso: si tratta di un affresco che rappresenta la Madonna che allatta. Altri affreschi, risalenti al XVII secolo e completati certamente entro il 1699, si trovano invece nel coro, sulle pareti laterali e sulla cupola: le pitture, opera di Giovanni Carlone, raffigurano Glorificazione dello Spirito Santo e Profeti, Presentazione della Vergine Maria al Tempio, Sposalizio della Vergine, Presentazione di Gesù al Tempio, Discesa dello Spirito Santo, Evangelisti, Natività della Beata Vergine Maria, Dormizione di Maria, Scoprimento del sarcofago vuoto, Incoronazione della Vergine e Assunzione di Maria. Un ulteriore affresco entro una cornice nel coro raffigura invece la Madonna e risale al XVI secolo. Attorno a quest'ultimo si trovano invece degli Angeli (1657) e degli stucchi di Santo Galli.
Sotto il cornicione si trovano alcune paraste decorate nel 1846 con candelabre da Giuseppe Antonio Bagutti. Quattro nicchie ospitano inoltre altrettante statue di santi, tutte scolpite da Vincenzo Mazzetti nel 1776: si tratta di San Domenico di Guzmán, San Francesco d'Assisi, Santa Caterina d'Alessandria e Santa Teresa d'Avila.
Degno di menzione, infine, l'altare in marmo (1709) di Andrea Manni che si trova nel coro, dotato di una volta a vela. Completa l'elenco delle decorazioni un'Annunciazione secentesca nella lunetta del coro.